# Coenagrion mercuriale
El caballito del diablo o "cortanarices" (Coenagrion mercuriale), es una especie de odonato de la familia Coenagrionidae de tamaño pequeño a mediano (20 a 45 mm); con el cuerpo más o menos fino y patas y abdomen corto. Tienen la cabeza alargada transversalmente y los ojos separados. Los adultos inmaduros por lo general son más pálidos, de color castaño claro con líneas o manchas blancuzcas. Las alas son agostas, ambos pares con forma y venación similares.

## Distribución
La mayoría de sus citas europeas son antiguas y en la mayoría de los países donde ha sido citada alguna vez, se halla extinguida o en declive notable. Solo existe un número notable de especímenes en Italia, en el sursudoeste de Francia, donde la especie está en declive, y en España, donde radican las poblaciones más numerosas. En el Magreb las citas son escasas, pero no parece ser muy rara.

## Hábitat
En la península ibérica, C. mercuriale habita preferentemente en cursos de agua de pequeñas dimensiones, soleados y con vegetación emergente bien desarrollada, riachuelos poco caudalosos, arroyos o canales de riego entre prados o campos de cultivo, a veces con escaso caudal.